# Inagh
Inagh (irisch Eidhneach; dt.: „mit Efeu bedeckt“) ist ein Straßendorf am River Inagh im County Clare im Westen der Republik Irland.
Inagh liegt 14 km nordwestlich von Ennis, etwa in der Mitte zwischen Ennis und Ennistymon an der wichtigen Überlandstraße N85, sodass der Ort von vielen Touristen passiert wird.
St Flannan’s Grove (dt. „St. Flannans Hain“) bei Inagh besticht durch „The Unusual Tree“, einen der bekannten fünf heiligen und magischen Bäume Irlands.
Die Zahl der Einwohner Inaghs wurde bei der Volkszählung 2022 mit 228 ermittelt.